# Конфігурація Кремони — Річмонда

Конфігурація Кремони — Річмонда

Конфігурація Кремони — Річмонда — конфігурація з 15 прямих і 15 точок, по три точки, що лежать на кожній прямій, і через кожну точку проходять 3 прямих, при цьому конфігурація не містить трикутників. Конфігурацію вивчали Кремона (Cremona, 1877) і Річмонд (Richmond, 1900). Конфігурація є узагальненим чотирикутником з параметрами (2,2). Граф Леві конфігурації — це граф Татта — Коксетера.

## Симетрія
Точки конфігурації Кремони — Річмонда можна ототожнити з {\displaystyle 15={\binom {6}{2}}} невпорядкованими парами елементів множини з шести елементів, прямі ж конфігурації можна ототожнити з 15 способами розкладання цих шести елементів на три пари, при цьому точка інцидентна прямій (лежить на прямій) тоді й лише тоді, коли відповідна пара елементів міститься в розкладі, відповідному прямій. У цій схемі пари елементів називають двійками (duads), а розклади на три пари називаються наборами (synthemes). Таким чином, симетрична група шести елементів діє транзитивно на прапори конфігурації, де прапор — це пара-пряма і точка на ній. Ця група є групою автоморфізмів конфігурації.
Конфігурація Кремони — Річмонда є самодвоїстою — можна поміняти місцями точки і прямі, зберігаючи при цьому всі властивості інцидентності конфігурації. Ця двоїстість надає графу Татта — Коксетера додаткових симетрій, що не належать симетріям конфігурації Кремони — Річмонда, які міняють місцями обидві частки двочасткового графу. Ці симетрії відповідають зовнішнім автоморфізмам симетричної групи шести елементів.

## Реалізація
Будь-які шість точок у загальному положенні в чотиривимірному просторі дають 15 точок, які визначаються перетином прямих, що проходять через дві точки, з гіперплощинами, визначеними іншими чотирма точками. Таким чином, двійки відповідають один до одного цим отриманим 15 точкам. Будь-які три двійки, які разом утворюють набір, задають пряму, що є перетином трьох гіперплощин, які містять дві з трьох трійок з набору, і ця пряма містить усі точки, відповідні трьом двійкам набору. Таким чином, двійки і набори абстрактної конфігурації один до одного відповідають, у сенсі належності точок прямим, цим 15 точкам і 15 прямим, отриманим із початкових шести точок. Цю ж побудову можна спроєктувати в евклідів простір (3-вимірний) або на евклідову площину.
Конфігурація Кремони — Річмонда має також сімейство реалізацій на площині, залежне від одного параметра, яке має циклічну симетрію п'ятого порядку.

## Історія
Шлефлі (Schläfli, 1858)(Schläfli, 1863) знайшов кубічні поверхні, що містять 15 дійсних прямих (додаткових до подвійної шістки Шлефлі у множині 27 прямих кубик) і 15 дотичних площин, по три прямих на кожній площині і по три площини, що проходять через кожну пряму. Перетин цих прямих і площин зі ще однією площиною дає конфігурацію 153153. Цю модель інциденцій прямих і площин Шлефлі пізніше опублікував Кремона (Cremona, 1868). Те, що отримана конфігурація не містить трикутників, помітив Мартінетті (Martinetti, 1886). Та сама конфігурація з'явилася в роботі Річмонда (Richmond, 1900). Вісконті (Visconti, 1916) виявив, що конфігурацію можна подати у вигляді самовписаного багатокутника. Бейкер використовував чотиривимірну реалізацію конфігурації як малюнок на обкладинці його двотомної роботи 1922—1925 Principles of Geometry (Основи геометрії). Захаріс (Zacharias, 1951) перевідкрив ту саму конфігурацію і виявив її реалізацію з циклічною симетрією п'ятого порядку.
Назва конфігурації походить від робіт Кремони (Cremona, 1868)(Cremona, 1877) і Річмонда (Richmond, 1900). Можливо, внаслідок деяких помилок у роботах Мартінетті, його внесок залишився непоміченим.

## Примітка
1. 1 2 3  Coxeter, 1950; Coxeter, 1958. Терміни двійки (duads) і набори (synthemes) взято зі статті Сильвестера (Sylvester, 1844), але Сильвестер використав ці системи пар і розкладів у контексті загальніших досліджень комплектів і розкладів множин, не надаючи особливої уваги множині зі шести елементів і не пов'язуючи цих множин із геометрією.
2. ↑  Zacharias, 1951; Boben, Pisanski, 2003; Boben, Grünbaum, Pisanski, Žitnik, 2006.
3. 1 2   Історію конфігурації Кремони — Річмонда та більшість посилань взято зі статті Boben, Grünbaum, Pisanski, Žitnik, 2006. Посилання на Бейкера взято зі статті Коксетера (Coxeter, 1950).